# Ivo Rojnica
Ivo Rojnica (Cista Velika, 20. kolovoza 1915. − Buenos Aires, 1. prosinca 2007.), hrvatski domovinski i iseljenički poduzetnik, mecena, kulturno-politički djelatnik i književnik, bivši visoki dužnosnik ustaškog režima.

## Životopis
Rodio se u Cisti Velikoj, u kojoj je završio pučku školu. Izučio je trgovački obrt. Odselio je u Dubrovnik potom i otvorio vlastitu trgovinu tekstilnom robom. Htio je studirati pravo u Zagrebu, što nije uspio zbog jer je neprestano radio na uspostavi i očuvanju hrvatske države. Premda nije studirao, stekao je bogatu opću naobrazbu.
1941. godine bio je ustaški stožernik u Dubrovniku, u vrijeme gradonačelnika dr. Josipa Baljkasa (1938. – 1942.). U noći između 2./3. srpnja 1941. godine skupina dubrovačkih ustaša na čelu s Antom Duževićem uhitila je grupu građana, uglavnom Srba, odvezla ih autobusom do Rudina i tu ih usmrtili na stravičan i svirep način. Zločin je izvršen prema naređenju ustaškog stožernika Iva Rojnice i logornika Mladena Kaštelana.
Koncem rata se je zbog zla glasa koji se širio iz krajeva koje su osvojile jugokomunističke snage otišao je u masovnom zbjegu dijela hrvatskog naroda na Zapad. Već je bio pred izručenjem u Lavamundu, što je značilo odlazak u smrt, no čudom se je spasio. Iz Austrije je otišao u Italiju. Engleske okupacijske vlasti uhitile su ga u Trstu i lažno optužile. Već su se spremili izručiti ga jugokomunističkoj Jugoslaviji, no i ovdje se je izvukao. Prvo je uvjerljivo odglumio ludilo, a potom smjelo u dramatičnim okolnostima pobjegao. Otišao je u Južnu Ameriku i 1947. je stigao u Argentinu, gdje je odmah prišao učiti španjolski i tekstilni obrt. Završivši obrt, uz pomoć prijatelja otvorio je vlastitu pletionicu. Uspio je kao poduzetnik i stekao ugled u Argentini te je ušao u krug najbogatijih Hrvata u iseljeništvu.
Djelovao je kao tihi, ali moćni mecena u brojnim hrvatskim iseljeničkim kulturno-političkim pothvatima u cijeloj emigraciji. Suosnivač i uzdržavatelj Hrvatsko-latinoameričkog kulturnog instituta te uglednog časopisa Studie croatice. Od 1991. je bio opunomoćeni predstavnik Republike Hrvatske za Argentinu i Latinsku Ameriku.
Pisao je priloge u hrvatskim emigrantskim glasilima. Pripovjedački dar iskazao je najbolje u tisućama sabranih stranica uspomena i putopisa. Glede činjenice što su to dugogodišnji vođeni osobni zapisi, dobri su i kao povijesno-politički izvor.
Umro je 1. prosinca 2007. godine, a pokopan je na groblju El jardin de la Paz.

## Djela
Objavio je samostalna izdanja:

- Susreti i doživljaji I. (uspomene i putopisi), München - Barcelona 1969.

- Prikaz povijesti Argentine i doprinos Hrvata, Buenos Aires 1974.

- Susreti i doživljaji II. (uspomene i putopisi), München - Barcelona 1983. 

## Nagrade i priznanja
- Šimun Šito Ćorić uvrstio ga je u svoju antologiju 60 hrvatskih emigrantskih pisaca.[1]